# ولایت تسوکوشی
ولایت تسوکوشی (به ژاپنی: 筑紫国, Tsukushi-no kuni)، یک ولایت باستانی در منطقه ولایت چیکوزن و ولایت چیکوگو بود. امروزه این ولایت با استان فوکوئوکا منطبق است.